# Circuit Het Nieuwsblad espoirs 2014
La 49e édition du Circuit Het Nieuwsblad espoirs (Omloop Het Nieuwsblad Beloften en néerlandais) a eu lieu le 5 juillet 2014. La course fait partie du calendrier UCI Europe Tour 2014 en catégorie 1.2, et est la sixième manche de la Top Compétition. La course est remportée par Dimitri Claeys (VL Technics-Abutriek), déjà vainqueur l'année dernière, qui parcourt les 169 kilomètres en 4 h 8 min 33 s. Il est suivi deux secondes plus tard par Dylan Teuns (BMC Development) et quatorze secondes plus tard par Jef Van Meirhaeghe (Lotto-Belisol U23). Kenneth Van Rooy (Lotto-Belisol U23) est a pris la tête de la Topcompétition, à la place de Tim Vanspeybroeck (3M). Sur les 190 coureurs qui ont pris le départ, seuls 69 ont franchi la ligne d'arrivée.

## Présentation
Le Circuit Het Nieuwsblad espoirs 2014, organisé le 5 juillet 2014, a pour départ et arrivée la section de Grotenberge de la commune de Zottegem en Belgique. En plus d'être une épreuve de catégorie 1.2 de l'UCI Europe Tour 2014, elle est également la sixième manche de la Top Compétition. Elle succède à la Flèche ardennaise et précède le contre-la-montre par équipes à Borlo.
L'épreuve est organisée par Flanders Classics et par le Wielerclub Egmont Zottegem.

### Parcours

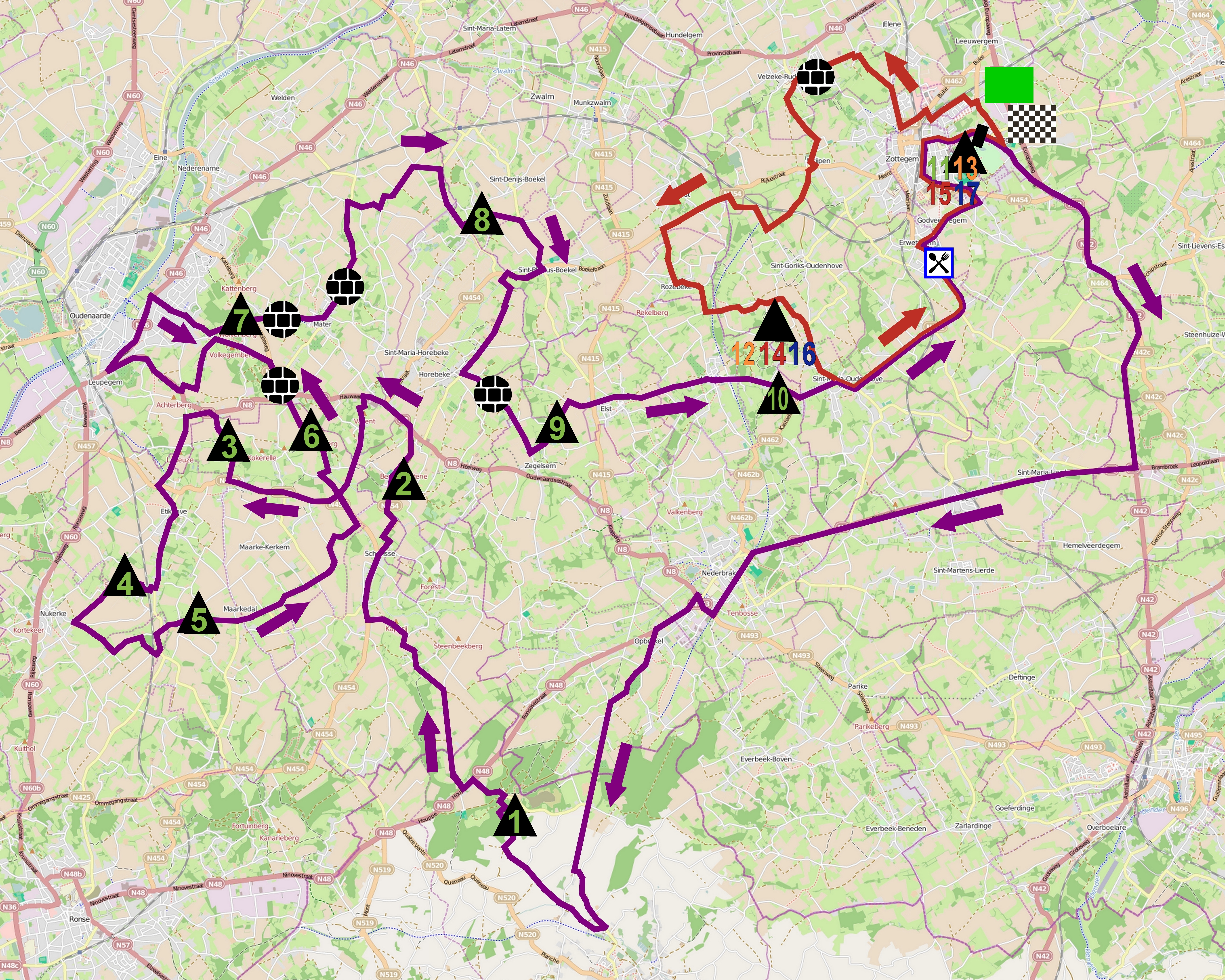
Le parcours.

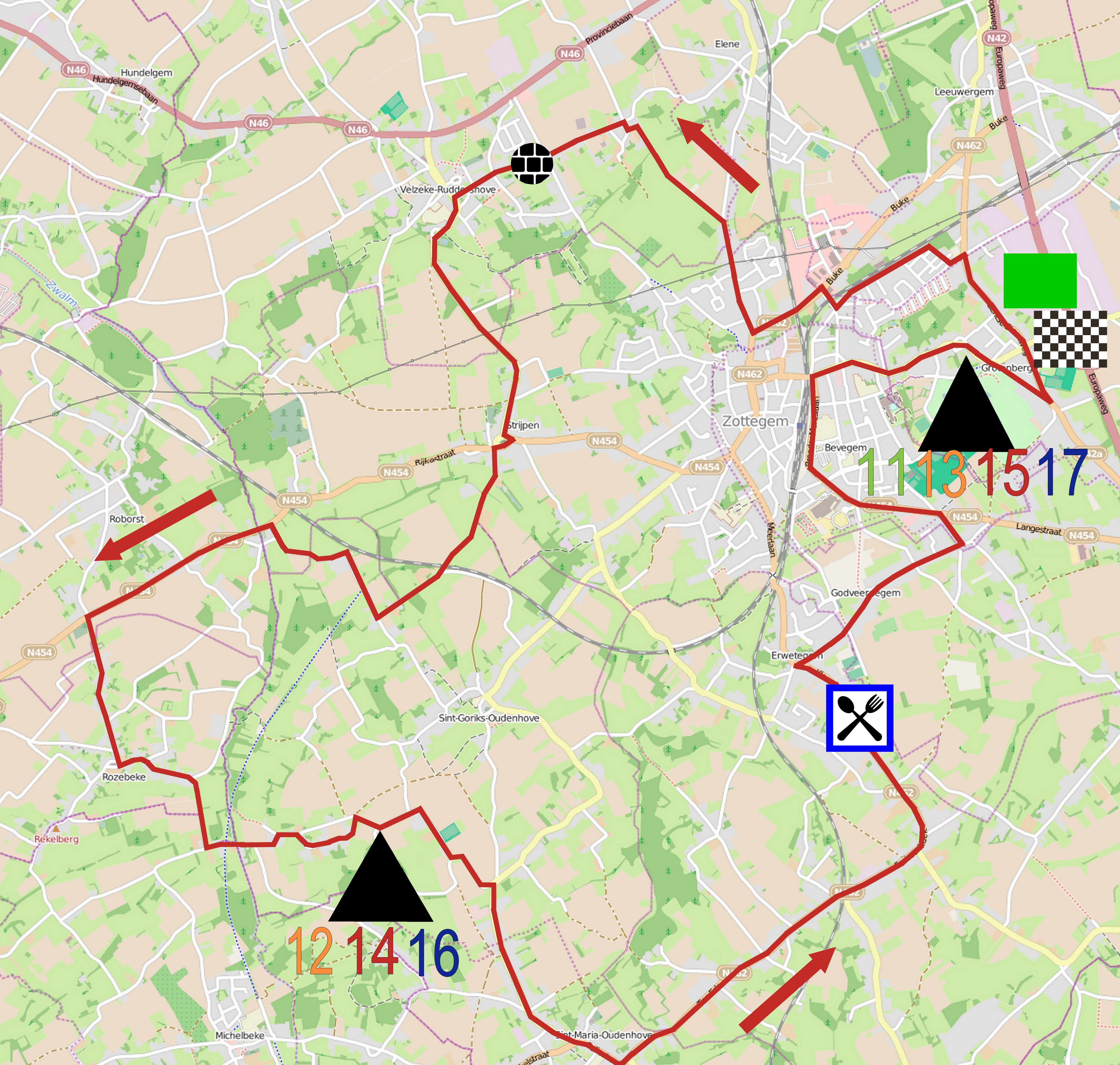
Le circuit local.

Le parcours long de 169 kilomètres a pour départ Zottegem, qui est la partie la plus orientale et la plus septentrionale du circuit. La course commence par une boucle longue de 91 kilomètres et se poursuit par trois tours de 26 kilomètres d'un circuit local. La présentation des équipes, et donc la signature de la feuille de départ, est prévue entre 11 h 40 et 12 h 45, pour un départ fictif à 13 h et un départ réel à 13 h 3. L'assistance technique neutre est assurée au moyen de trois voitures Shimano.

### Équipes
Classé en catégorie 1.2 de l'UCI Europe Tour, le Circuit Het Nieuwsblad espoirs est par conséquent ouvert aux équipes continentales professionnelles belges, aux équipes continentales, aux équipes nationales et aux équipes régionales et de clubs,.
Vingt-huit équipes participent à cette édition du Circuit Het Nieuwsblad espoirs : quatorze équipes continentales et quatorze équipes de clubs.
| Équipes continentales                     | Équipes continentales | Équipes continentales |
| Nom de l'équipe                           | Pays                  | Code                  |
| ----------------------------------------- | --------------------- | --------------------- |
| 3M                                        | Belgique              | MMM                   |
| Cibel                                     | Belgique              | CIB                   |
| Color Code-Biowanze                       | Belgique              | CCB                   |
| Josan-To Win                              | Belgique              | JTW                   |
| Metec-TKH Continental                     | Pays-Bas              | MET                   |
| Parkhotel Valkenburg                      | Pays-Bas              | PVC                   |
| Rabobank Development                      | Pays-Bas              | RDT                   |
| Stuttgart                                 | Allemagne             | SGT                   |
| Sunweb-Napoleon Games                     | Belgique              | SUN                   |
| T.Palm-Pôle Continental Wallon            | Belgique              | PCW                   |
| Vastgoedservice-Golden Palace Continental | Belgique              | VGS                   |
| Veranclassic-Doltcini                     | Belgique              | VER                   |
| Verandas Willems                          | Belgique              | WIL                   |
| Wallonie-Bruxelles                        | Belgique              | WBC                   |

| Équipes de clubs                 | Équipes de clubs | Équipes de clubs |
| Nom de l'équipe                  | Pays             | Code             |
| -------------------------------- | ---------------- | ---------------- |
| Asfra Racing Oudenaarde          | Belgique         | ASF              |
| Baguet-MIBA Poorten-Indulek      | Belgique         | BMP              |
| BCV Works-Soenens                | Belgique         | BCV              |
| Bianchi-Lotto-Nieuwe Hoop Tielen | Belgique         | VZW              |
| BMC Development                  | États-Unis       | BMD              |
| EFC-Omega Pharma-Quick Step      | Belgique         | EFC              |
| KSV Deerlijk-Gaverzicht          | Belgique         | KSV              |
| Lotto-Belisol U23                | Belgique         | LTU              |
| Morgan Blue                      | Belgique         | ?                |
| Ottignies-Perwez                 | Belgique         | OTP              |
| Prorace                          | Belgique         | PRO              |
| Terra Safety Shoes               | Belgique         | TER              |
| Van Der Vurst Development        | Belgique         | VDV              |
| VL Technics-Abutriek             | Belgique         | VLT              |

### Règlement de la course

#### Primes
Les vingt prix sont attribués suivant le barème de l'UCI,. Le total général des prix distribués est de 6 010 €.
| Position | 1er     | 2e      | 3e    | 4e    | 5e    | 6e    | 7e    | 8e    | 9e    | 10e à 20e |
| Prix     | 2 425 € | 1 210 € | 607 € | 305 € | 240 € | 180 € | 180 € | 118 € | 118 € | 57 €      |

Ainsi, Dimitri Claeys remporte 2 425 €, Dylan Teuns 1 210 €, Jef Van Meirhaeghe 607 €, Christophe Prémont 305 €, Bert-Jan Lindeman 240 €, Oliver Naesen et Xandro Meurisse 180 €, Loïc Vliegen et Joachim Vanreyten 118 € et enfin Stefan Küng, Kenneth Van Rooy, Boris Dron, Ivar Slik, Timo Roosen, Floris De Tier, Martijn Degreve, Olivier Pardini, Arnaud Grand, Brian van Goethem et Dimitri Peyskens 57 €.

## Classements finals

### Classement général

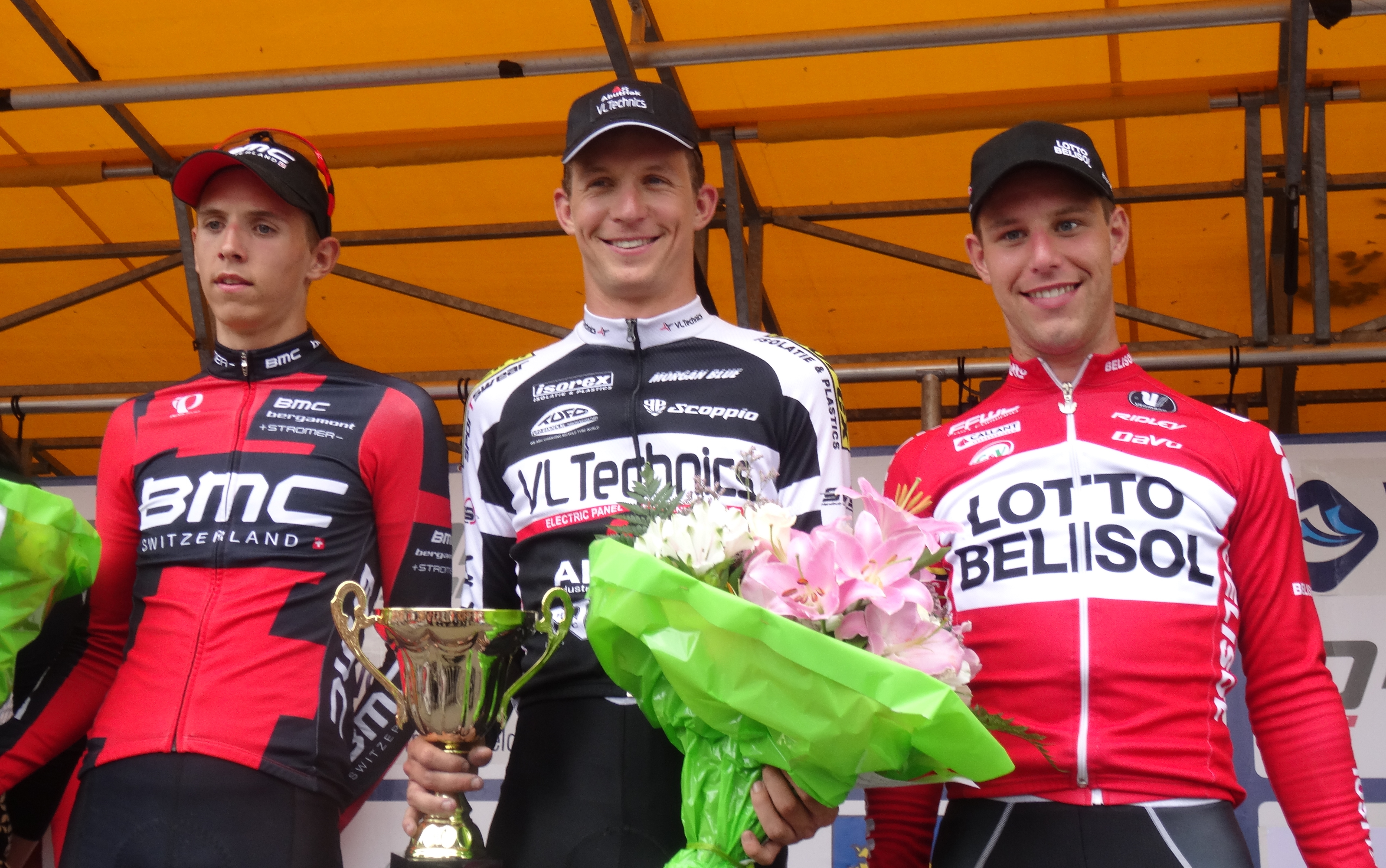
Podium de l'édition 2014 du Circuit Het Nieuwsblad espoirs : Dylan Teuns (2e), Dimitri Claeys (1er), et Jef Van Meirhaeghe (3e).

La course est remportée par Dimitri Claeys (VL Technics-Abutriek), déjà vainqueur l'année dernière, qui parcourt les 169 kilomètres en 4 h 8 min 33 s. Il est suivi deux secondes plus tard par Dylan Teuns (BMC Development) et quatorze secondes plus tard par Jef Van Meirhaeghe (Lotto-Belisol U23). Sur les 190 coureurs qui ont pris le départ, seuls 69 ont franchi la ligne d'arrivée.

### Classement de la Topcompétition après six manches

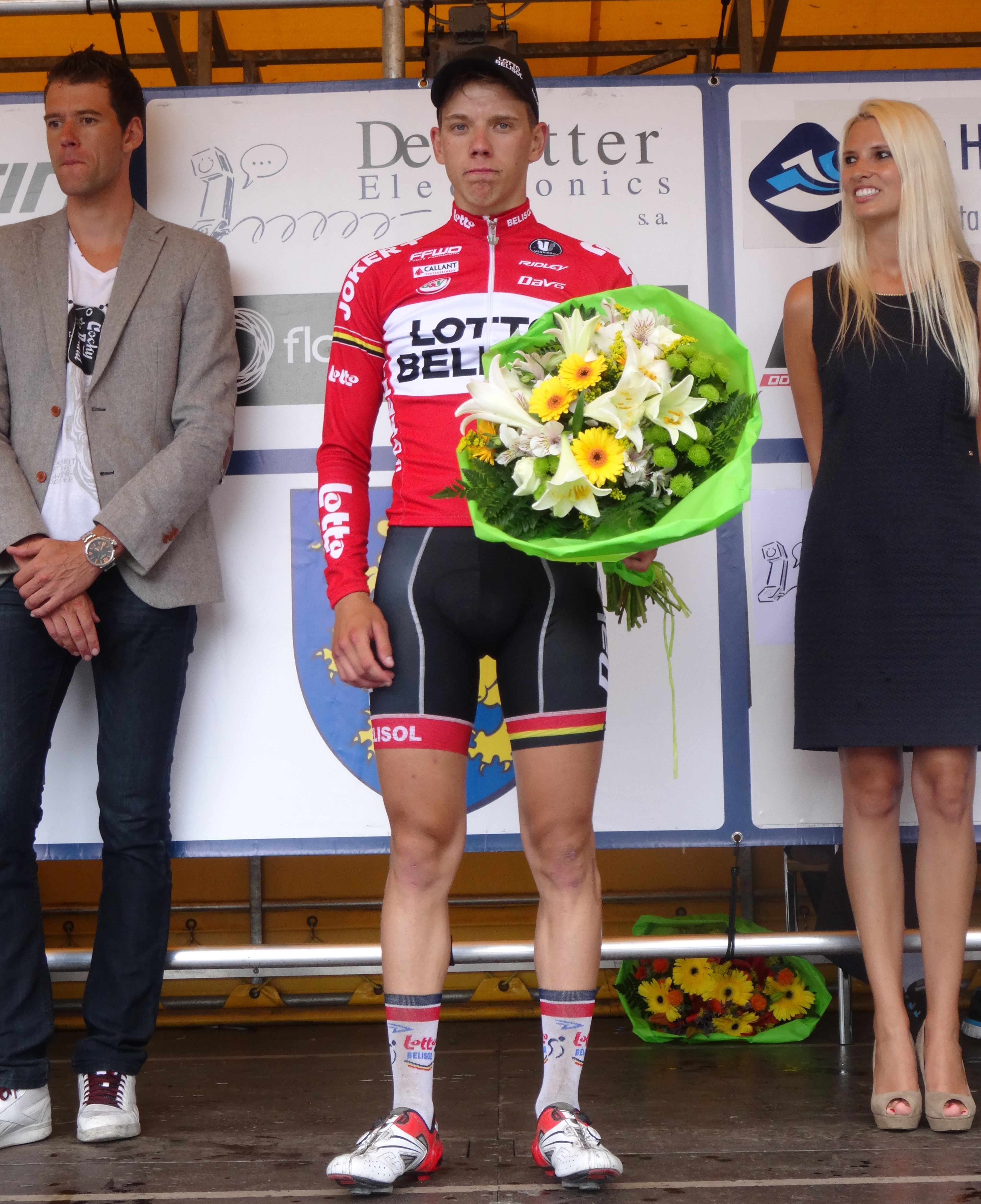
Kenneth Van Rooy, nouveau leader de la Top Compétition.

Tim Vanspeybroeck (3M), alors en tête de la Topcompétition depuis plusieurs manches, est arrivé 43e au Circuit Het Nieuwsblad espoirs, tandis qu'Oliver Naesen (Cibel) terminé 6e et Kenneth Van Rooy (Lotto-Belisol U23). C'est ainsi que ce dernier prend la tête de la Top Compétition avec 100 points, suivi d'Oliver Naesen avec 94 points et Tim Vanspeybroeck avec 92 points,. Soixante-dix-sept coureurs sont classés, c'est-à-dire qu'il possèdent au moins un point.
Le classement inter-équipes fait état de 166 points pour Lotto-Belisol U23, 156 points pour EFC-Omega Pharma-Quick Step, 146 points pour Verandas Willems, 131 points pour 3M, 127 points pour Color Code-Biowanze, 121 points pour Cibel, 116 points pour BCV Works-Soenens, 104 points pour VL Technics-Abutriek, 101 points pour Ottignies-Perwez, 84 points pour Josan-To Win, 80 points pour Wallonie-Bruxelles, 80 points pour Veranclassic-Doltcini, 77 points pour Prorace, 69 points pour T.Palm-Pôle Continental Wallon, 64 points pour Van Der Vurst Development, 42 points pour Baguet-MIBA Poorten-Indulek, 31 points pour Bianchi-Lotto-Nieuwe Hoop Tielen, 18 points pour Asfra Racing Oudenaarde et 11 points pour Vastgoedservice-Golden Palace Continental.

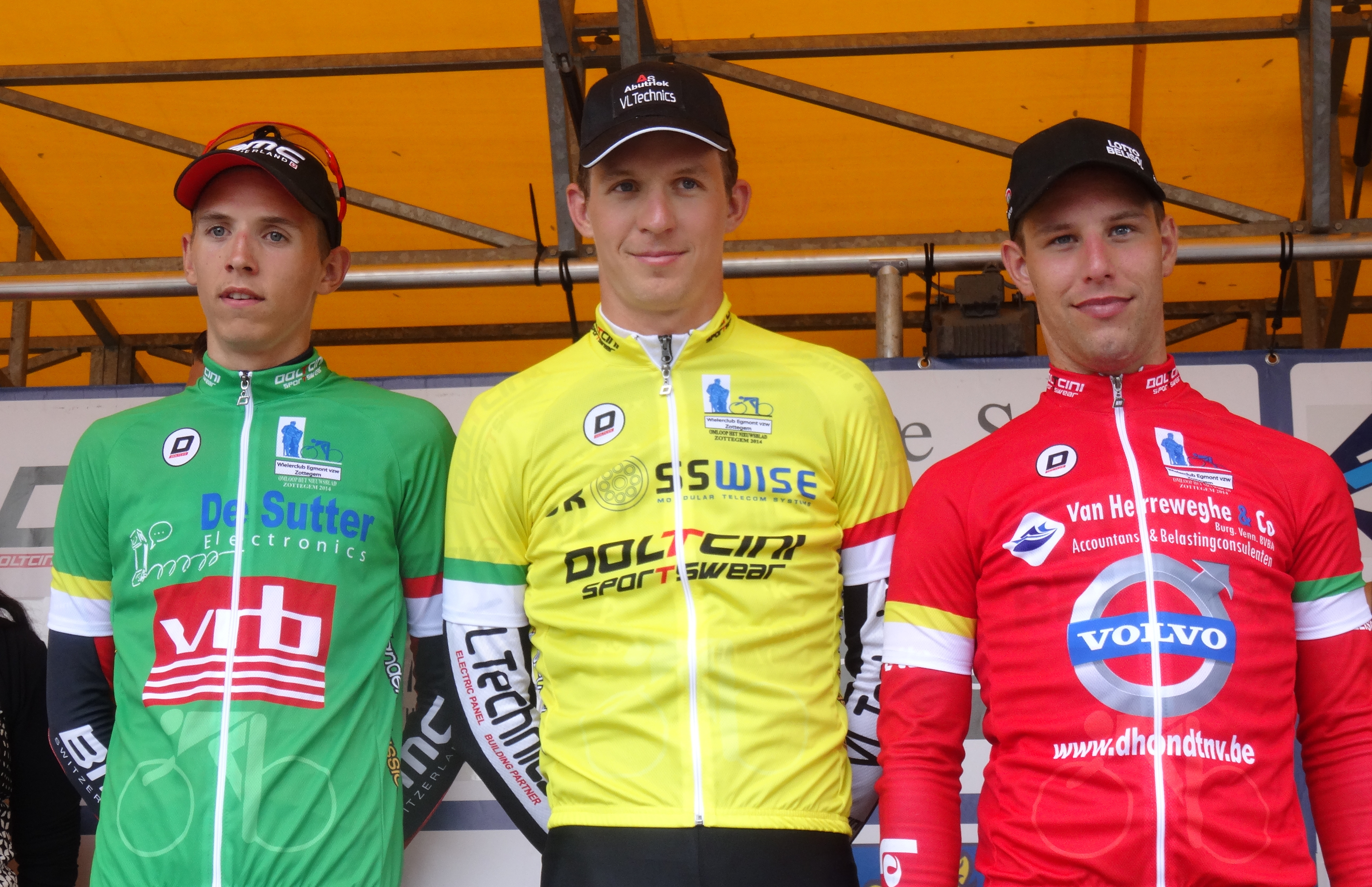
Les gagnants se sont vus décerner un maillot de couleur.

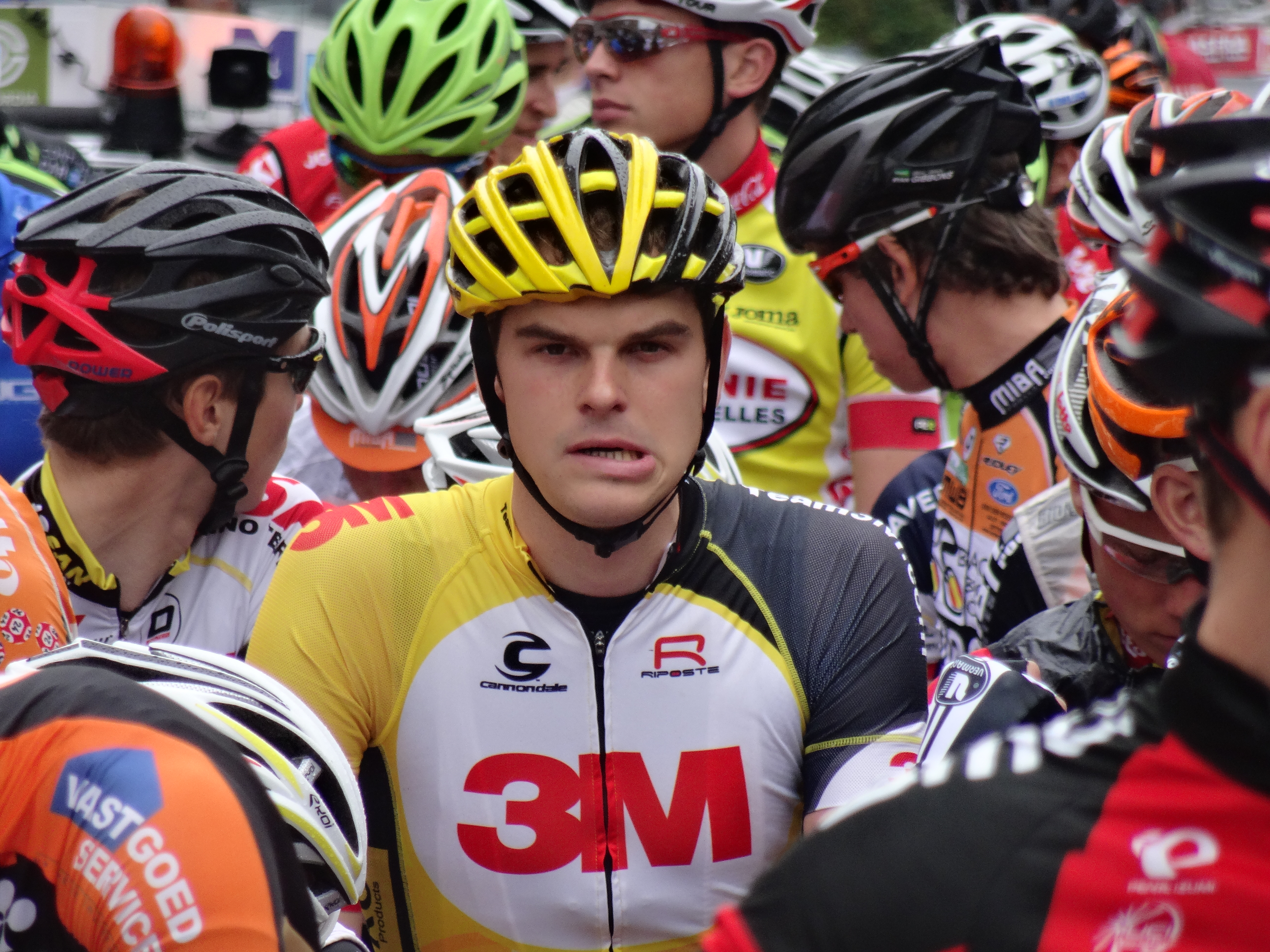
Tim Vanspeybroeck, concentré, peu avant le départ.

| Top ten de la Top Compétition après six manches | Top ten de la Top Compétition après six manches | Top ten de la Top Compétition après six manches | Top ten de la Top Compétition après six manches | Top ten de la Top Compétition après six manches |
| ----------------------------------------------- | ----------------------------------------------- | ----------------------------------------------- | ----------------------------------------------- | ----------------------------------------------- |
|                                                 | Coureur                                         | Pays                                            | Équipe                                          | Point(s)                                        |
| 1er                                             | Kenneth Van Rooy                                | Belgique                                        | Lotto-Belisol U23                               | 100 points                                      |
| 2e                                              | Oliver Naesen                                   | Belgique                                        | Cibel                                           | 94 pts                                          |
| 3e                                              | Tim Vanspeybroeck                               | Belgique                                        | 3M                                              | 92 pts                                          |
| 4e                                              | Xandro Meurisse                                 | Belgique                                        | Lotto-Belisol U23                               | 89 pts                                          |
| 5e                                              | Gaëtan Bille                                    | Belgique                                        | Verandas Willems                                | 82 pts                                          |
| 6e                                              | Floris De Tier                                  | Belgique                                        | EFC-Omega Pharma-Quick Step                     | 75 pts                                          |
| 7e                                              | Matthias Allegaert                              | Belgique                                        | BCV Works-Soenens                               | 66 pts                                          |
| 8e                                              | Tiesj Benoot                                    | Belgique                                        | Lotto-Belisol U23                               | 59 pts                                          |
| 9e                                              | Jef Van Meirhaeghe                              | Belgique                                        | Lotto-Belisol U23                               | 58 pts                                          |
| 10e                                             | Bert Van Lerberghe                              | Belgique                                        | EFC-Omega Pharma-Quick Step                     | 47 pts                                          |
| modifier                                        |                                                 |                                                 |                                                 |                                                 |

### UCI Europe Tour
Ce Circuit Het Nieuwsblad espoirs attribue des points pour l'UCI Europe Tour 2014, par équipes seulement aux coureurs des équipes continentales professionnelles et continentales, individuellement à tous les coureurs des équipes précitées.
| Position           | 1er | 2e | 3e | 4e | 5e | 6e | 7e | 8e |
| Classement général | 40  | 30 | 25 | 20 | 15 | 10 | 5  | 3  |

Ainsi, Christophe Prémont (4e) remporte douze points, Bert-Jan Lindeman (5e) dix points et Oliver Naesen (6e) huit points. Dimitri Claeys (1er), Dylan Teuns (2e), Jef Van Meirhaeghe (3e), Xandro Meurisse (7e) et Loïc Vliegen (8e) ne remportent pas de points car ils font partie d'équipes de clubs.

## Liste des participants
Le nombre de coureurs par équipe est au minimum de cinq et au maximum de sept.
Sur les 190 coureurs partants, seuls 69 ont franchi la ligne d'arrivée. Cent-vingt-et-un ont abandonné, si bien que certaines équipes n'ont mené aucun coureur à l'arrivée,.
| Légende | Légende                                                                      | Légende | Légende                                                    |
| ------- | ---------------------------------------------------------------------------- | ------- | ---------------------------------------------------------- |
| Num     | Dossard de départ porté par le coureur sur ce Circuit Het Nieuwsblad espoirs | Pos     | Position à l'arrivée de la course                          |
|         | Indique un maillot de champion national ou mondial, suivi de sa spécialité   | NP      | Indique un coureur qui n'a pas pris le départ de la course |
| AB      | Indique un coureur qui n'a pas terminé la course                             | HD      | Indique un coureur qui a terminé la course hors des délais |

| Lotto-Belisol U23 LTU | Lotto-Belisol U23 LTU | Lotto-Belisol U23 LTU |
| --------------------- | --------------------- | --------------------- |
| Num                   | Coureur               | Pos                   |
| 1                     | Tiesj Benoot          | 28e                   |
| 2                     | Jorne Carolus         | 58e                   |
| 3                     | Rob Leemans           | 29e                   |
| 4                     | Dimitri Peyskens      | 20e                   |
| 5                     | Xandro Meurisse       | 7e                    |
| 6                     | Jef Van Meirhaeghe    | 3e                    |
| 7                     | Kenneth Van Rooy      | 11e                   |

| Wallonie-Bruxelles WBC | Wallonie-Bruxelles WBC | Wallonie-Bruxelles WBC |
| ---------------------- | ---------------------- | ---------------------- |
| Num                    | Coureur                | Pos                    |
| 8                      | Boris Dron             | 12e                    |
| 9                      | Jonathan Dufrasne      | AB                     |
| 10                     |                        |                        |
| 11                     | Florent Mottet         | AB                     |
| 12                     | Loïc Pestiaux          | 27e                    |
| 13                     | Christophe Prémont     | 4e                     |
| 14                     | Olivier Chevalier      | AB                     |

| EFC-Omega Pharma-Quick Step EFC | EFC-Omega Pharma-Quick Step EFC | EFC-Omega Pharma-Quick Step EFC |
| ------------------------------- | ------------------------------- | ------------------------------- |
| Num                             | Coureur                         | Pos                             |
| 15                              | Floris De Tier                  | 15e                             |
| 16                              | Martijn Degreve                 | 16e                             |
| 17                              | Maxime Farazijn                 | 68e                             |
| 18                              | Daan Myngheer                   | AB                              |
| 19                              | Jens Geerinck                   | AB                              |
| 20                              | Bert Van Lerberghe              | 67e                             |
| 21                              | Joachim Vanreyten               | 9e                              |

| Color Code-Biowanze CCB | Color Code-Biowanze CCB | Color Code-Biowanze CCB |
| ----------------------- | ----------------------- | ----------------------- |
| Num                     | Coureur                 | Pos                     |
| 22                      | Tom Galle               | AB                      |
| 23                      | Maximilien Picoux       | AB                      |
| 24                      | Jérôme Kerf             | 37e                     |
| 25                      | Thomas Wertz            | AB                      |
| 26                      | Romain Hubert           | AB                      |
| 27                      | Thomas Deruette         | AB                      |
| 28                      | Antoine Leleu           | AB                      |

| BCV Works-Soenens BCV | BCV Works-Soenens BCV | BCV Works-Soenens BCV |
| --------------------- | --------------------- | --------------------- |
| Num                   | Coureur               | Pos                   |
| 29                    | Matthias Allegaert    | 49e                   |
| 30                    | Axel De Corte         | 40e                   |
| 31                    | Alexander Maes        | AB                    |
| 32                    | Tom Oerlemans         | 56e                   |
| 33                    | Joeri Persoon         | AB                    |
| 34                    | Alessandro Soenens    | 52e                   |
| 35                    | Cédric Verbeken       | AB                    |

| Josan-To Win JTW | Josan-To Win JTW      | Josan-To Win JTW |
| ---------------- | --------------------- | ---------------- |
| Num              | Coureur               | Pos              |
| 36               | Lars Haverals         | AB               |
| 37               | Vincent De Boeck      | AB               |
| 38               | Niels De Rooze        | AB               |
| 39               | Dries De Bondt        | AB               |
| 40               | Niels Reynvoet        | AB               |
| 41               | Julien Van den Brande | AB               |
| 42               | Klaas Sys             | 38e              |

| Vastgoedservice-Golden Palace Continental VGS | Vastgoedservice-Golden Palace Continental VGS | Vastgoedservice-Golden Palace Continental VGS |
| --------------------------------------------- | --------------------------------------------- | --------------------------------------------- |
| Num                                           | Coureur                                       | Pos                                           |
| 43                                            | Alexander Cools                               | AB                                            |
| 44                                            | Joeri Adams                                   | 61e                                           |
| 45                                            | Nick Wynants                                  | AB                                            |
| 46                                            | Alphonse Vermote                              | 55e                                           |
| 47                                            | Rob Peeters                                   | 59e                                           |
| 48                                            | Rob Ruijgh                                    | 36e                                           |
| 49                                            | Sam Lennertz                                  | 60e                                           |

| VL Technics-Abutriek VLT | VL Technics-Abutriek VLT | VL Technics-Abutriek VLT |
| ------------------------ | ------------------------ | ------------------------ |
| Num                      | Coureur                  | Pos                      |
| 50                       | Dimitri Claeys           | 1er                      |
| 51                       | Tom Bosman               | 32e                      |
| 52                       | Jochen Deweer            | AB                       |
| 53                       | Laurent Pieters          | AB                       |
| 54                       | Jan Logier               | AB                       |
| 55                       | Elias Van Breussegem     | 47e                      |
| 56                       | Ryan Wills               | 65e                      |

| T.Palm-Pôle Continental Wallon PCW | T.Palm-Pôle Continental Wallon PCW | T.Palm-Pôle Continental Wallon PCW |
| ---------------------------------- | ---------------------------------- | ---------------------------------- |
| Num                                | Coureur                            | Pos                                |
| 57                                 | Thomas Armstrong                   | AB                                 |
| 58                                 | Guillaume Haag                     | AB                                 |
| 59                                 | Alexandre Seny                     | AB                                 |
| 60                                 | Tom Vessey                         | AB                                 |
| 61                                 | Glenn Van De Maele                 | AB                                 |
| 62                                 | Rudy Rouet                         | AB                                 |
| 63                                 | Andrew Ydens                       | AB                                 |

| Van Der Vurst Development VDV | Van Der Vurst Development VDV | Van Der Vurst Development VDV |
| ----------------------------- | ----------------------------- | ----------------------------- |
| Num                           | Coureur                       | Pos                           |
| 64                            | Timothy Claeys                | AB                            |
| 65                            | Stijn De Bock                 | AB                            |
| 66                            | Gertjan De Sy                 | 45e                           |
| 67                            | Vincent De Sy                 | 50e                           |
| 68                            | Jeff Peelaers                 | AB                            |
| 69                            | Wouter Leten                  | AB                            |
| 70                            |                               |                               |

| Prorace PRO | Prorace PRO    | Prorace PRO |
| ----------- | -------------- | ----------- |
| Num         | Coureur        | Pos         |
| 71          | Wouter Daniels | AB          |
| 72          | Arjen Livyns   | AB          |
| 73          | Robin Mertens  | AB          |
| 74          | Maxim Panis    | AB          |
| 75          | Joaquim Durant | AB          |
| 76          | Robby Willems  | AB          |
| 77          | Kenny Willems  | AB          |

| Verandas Willems WIL | Verandas Willems WIL | Verandas Willems WIL |
| -------------------- | -------------------- | -------------------- |
| Num                  | Coureur              | Pos                  |
| 78                   | Walt De Winter       | 44e                  |
| 79                   | Michael Goolaerts    | 48e                  |
| 80                   | Olivier Pardini      | 17e                  |
| 81                   | Nicolas Mertz        | AB                   |
| 82                   | Louis Xonvens        | AB                   |
| 83                   | Niels Vandyck        | 63e                  |
| 84                   | Nicolas Vereecken    | 62e                  |

| 3M MMM | 3M MMM             | 3M MMM |
| ------ | ------------------ | ------ |
| Num    | Coureur            | Pos    |
| 85     | Jaap de Man        | AB     |
| 86     | Gregory Franckaert | 30e    |
| 87     | Tom Devriendt      | AB     |
| 88     | Gerry Druyts       | 35e    |
| 89     | Timothy Stevens    | AB     |
| 90     | Stef Van Zummeren  | AB     |
| 91     | Tim Vanspeybroeck  | 43e    |

| Veranclassic-Doltcini VER | Veranclassic-Doltcini VER | Veranclassic-Doltcini VER |
| ------------------------- | ------------------------- | ------------------------- |
| Num                       | Coureur                   | Pos                       |
| 92                        | Serge Dewortelaer         | 23e                       |
| 93                        | Gilles Devillers          | AB                        |
| 94                        | Cameron Karwowski         | 39e                       |
| 95                        | Hamish Schreurs           | AB                        |
| 96                        | Tom Goovaerts             | AB                        |
| 97                        | Joeri Stallaert           | AB                        |
| 98                        | Kevin Verwaest            | AB                        |

| Asfra Racing Oudenaarde ASF | Asfra Racing Oudenaarde ASF | Asfra Racing Oudenaarde ASF |
| --------------------------- | --------------------------- | --------------------------- |
| Num                         | Coureur                     | Pos                         |
| 99                          | Arne Opsomer                | AB                          |
| 100                         | Wouter Vandenbergh          | AB                          |
| 101                         | Angelo De Ketele            | AB                          |
| 102                         | Pieter Van Malderghem       | AB                          |
| 103                         | Jellen Schiettecatte        | AB                          |
| 104                         | Dorian Selvais              | AB                          |
| 105                         | Dan Wellan                  | AB                          |

| Baguet-MIBA Poorten-Indulek BMP | Baguet-MIBA Poorten-Indulek BMP | Baguet-MIBA Poorten-Indulek BMP |
| ------------------------------- | ------------------------------- | ------------------------------- |
| Num                             | Coureur                         | Pos                             |
| 106                             | Benjamin Perry                  | 64e                             |
| 107                             | Gianni Bossuyt                  | AB                              |
| 108                             | Ryan Gibbons                    | AB                              |
| 109                             | Jens Moens                      | AB                              |
| 110                             | Ruben Van Der Haeghen           | AB                              |
| 111                             | Timmy Diependaele               | AB                              |
| 112                             | Kenny Bouvry                    | AB                              |

| Bianchi-Lotto-Nieuwe Hoop Tielen VZW | Bianchi-Lotto-Nieuwe Hoop Tielen VZW | Bianchi-Lotto-Nieuwe Hoop Tielen VZW |
| ------------------------------------ | ------------------------------------ | ------------------------------------ |
| Num                                  | Coureur                              | Pos                                  |
| 113                                  | Lorenzo Blomme                       | AB                                   |
| 114                                  | Johannes De Paepe                    | AB                                   |
| 115                                  | Gertjan Decoster                     | AB                                   |
| 116                                  | Tom Mertens                          | AB                                   |
| 117                                  | Thomas Van Opstal                    | AB                                   |
| 118                                  | Ward Van Laer                        | AB                                   |
| 119                                  | Niels Verbraeken                     | AB                                   |

| Ottignies-Perwez OTP | Ottignies-Perwez OTP | Ottignies-Perwez OTP |
| -------------------- | -------------------- | -------------------- |
| Num                  | Coureur              | Pos                  |
| 120                  | Grégory La Rose      | AB                   |
| 121                  | Christopher Deguelle | AB                   |
| 122                  | Arne De Schuyter     | AB                   |
| 123                  | Laurent Donnay       | AB                   |
| 124                  | Jimmy Duquennoy      | AB                   |
| 125                  | Sibrecht Pieters     | 41e                  |
| 126                  | Antoine Pirlot       | AB                   |

| Cibel CIB | Cibel CIB               | Cibel CIB |
| --------- | ----------------------- | --------- |
| Num       | Coureur                 | Pos       |
| 127       | Kevin Callebaut         | AB        |
| 128       | Kenny Goossens          | AB        |
| 129       | Oliver Naesen           | 6e        |
| 130       | Matthias Van Holderbeke | 34e       |
| 131       | Jori Van Steenberghen   | AB        |
| 132       |                         |           |
| 133       | Thomas Ongena           | 22e       |

| BMC Development BMD | BMC Development BMD | BMC Development BMD |
| ------------------- | ------------------- | ------------------- |
| Num                 | Coureur             | Pos                 |
| 134                 | Dylan Teuns         | 2e                  |
| 135                 | Arnaud Grand        | 18e                 |
| 136                 | Tom Bohli           | AB                  |
| 137                 | Alexander Morgan    | AB                  |
| 138                 | Bas Tietema         | AB                  |
| 139                 | Loïc Vliegen        | 8e                  |
| 140                 | Stefan Küng         | 10e                 |

| Parkhotel Valkenburg PVC | Parkhotel Valkenburg PVC | Parkhotel Valkenburg PVC |
| ------------------------ | ------------------------ | ------------------------ |
| Num                      | Coureur                  | Pos                      |
| 141                      | Joris Blokker            | AB                       |
| 142                      | Gert-Jan Bosman          | 24e                      |
| 143                      | Rick van Breda           | AB                       |
| 144                      | Remco Broers             | 33e                      |
| 145                      | Bram Nolten              | 26e                      |
| 146                      | Jaap Kooijman            | AB                       |
| 147                      | Rutger Schellevis        | AB                       |

| Morgan Blue ? | Morgan Blue ?          | Morgan Blue ? |
| ------------- | ---------------------- | ------------- |
| Num           | Coureur                | Pos           |
| 148           | Alex Hooper            | AB            |
| 149           | Liam Aitcheson         | AB            |
| 150           | Angelo Van De Casteele | AB            |
| 151           | Gilles De Moor         | AB            |
| 152           | Bryan Boiteux          | AB            |
| 153           | Yannick Van Dyck       | AB            |
| 154           | Duncan Houston         | AB            |

| KSV Deerlijk-Gaverzicht KSV | KSV Deerlijk-Gaverzicht KSV | KSV Deerlijk-Gaverzicht KSV |
| --------------------------- | --------------------------- | --------------------------- |
| Num                         | Coureur                     | Pos                         |
| 155                         | Ruben Broeckaert            | AB                          |
| 156                         | Indy Van Damme              | AB                          |
| 157                         | Gianni Marchand             | AB                          |
| 158                         | Descamps Joris              | AB                          |
| 159                         | Robbe Deleu                 | AB                          |
| 160                         |                             |                             |
| 161                         | Jesper Yserbijt             | AB                          |

| Sunweb-Napoleon Games SUN | Sunweb-Napoleon Games SUN | Sunweb-Napoleon Games SUN |
| ------------------------- | ------------------------- | ------------------------- |
| Num                       | Coureur                   | Pos                       |
| 162                       | Klaas Vantornout          | AB                        |
| 163                       | Tim Merlier               | 46e                       |
| 164                       | Jim Aernouts              | 53e                       |
| 165                       | Dieter Vanthourenhout     | AB                        |
| 166                       | Michael Vanthourenhout    | 54e                       |
| 167                       | Vinnie Braet              | 57e                       |
| 168                       | Gianni Vermeersch         | AB                        |

| Terra Safety Shoes TER | Terra Safety Shoes TER | Terra Safety Shoes TER |
| ---------------------- | ---------------------- | ---------------------- |
| Num                    | Coureur                | Pos                    |
| 169                    | Conor McLlaine         | AB                     |
| 170                    | Nick Bain              | 42e                    |
| 171                    | Eoin McCarthy          | AB                     |
| 172                    | Sean Joyce             | AB                     |
| 173                    | Josh Teasdale          | AB                     |
| 174                    | Gino De Caerle         | AB                     |
| 175                    | Matthew Zenovich       | AB                     |

| Rabobank Development RDT | Rabobank Development RDT | Rabobank Development RDT |
| ------------------------ | ------------------------ | ------------------------ |
| Num                      | Coureur                  | Pos                      |
| 176                      | Cees Bol                 | AB                       |
| 177                      | Ricardo van Dongen       | AB                       |
| 178                      | Bert-Jan Lindeman        | 5e                       |
| 179                      | Timo Roosen              | 14e                      |
| 180                      | Ivar Slik                | 13e                      |
| 181                      | Nino Honigh              | AB                       |
| 182                      | Maarten van Trup         | 66e                      |

| Metec-TKH Continental MET | Metec-TKH Continental MET | Metec-TKH Continental MET |
| ------------------------- | ------------------------- | ------------------------- |
| Num                       | Coureur                   | Pos                       |
| 183                       | Dennis Bakker             | 31e                       |
| 184                       | Jarno Gmelich             | AB                        |
| 185                       | Bram De Kort              | AB                        |
| 186                       | Stef Krul                 | 69e                       |
| 187                       | Oscar Riesebeek           | AB                        |
| 188                       | Sjoerd van Ginneken       | 21e                       |
| 189                       | Brian van Goethem         | 19e                       |

| Stuttgart SGT | Stuttgart SGT     | Stuttgart SGT |
| ------------- | ----------------- | ------------- |
| Num           | Coureur           | Pos           |
| 190           | Nikodemus Holler  | 51e           |
| 191           | Georg Loef        | AB            |
| 192           | Alexander Krieger | 25e           |
| 193           | Christopher Muche | AB            |
| 194           |                   |               |
| 195           | Martin Reinert    | AB            |
| 196           |                   |               |